# 沙呂訥峰

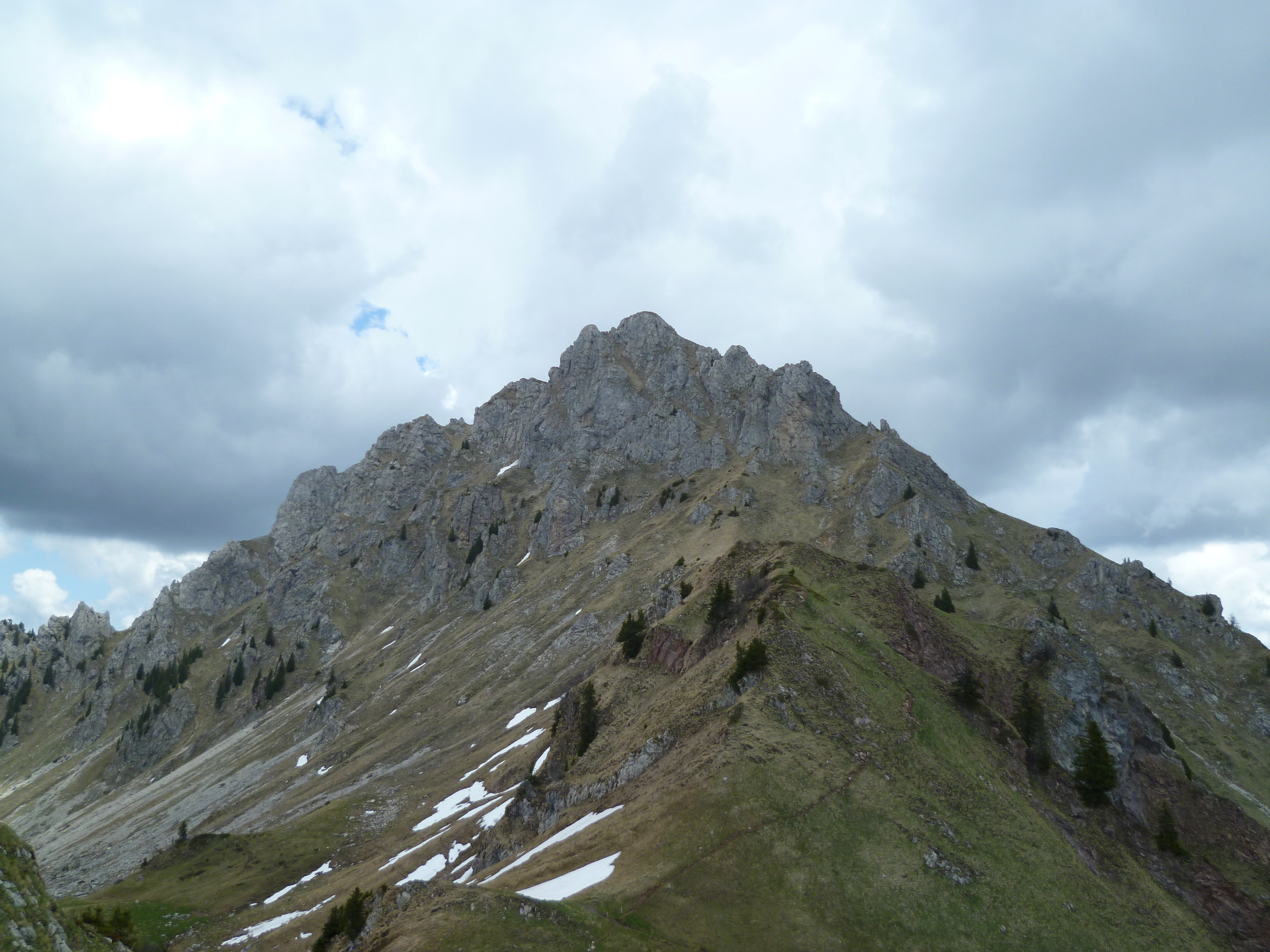
沙呂訥峰圖片

46°10′48″N 06°34′53″E / 46.18000°N 6.58139°E
沙呂訥峰（法語：Pointe de Chalune，法語發音：[pwɛ̃t də ʃalyn]）是法國上薩瓦省的山峰，位於該國東南部，屬於沙布莱山的一部分，海拔高度2,116米，每年平均降雨量1,674毫米。